# 石門右岸抽蓄發電廠
石門右岸抽蓄發電廠位於臺灣桃園市大溪區為台灣電力公司規畫興建的小型抽蓄水力發電廠，該發電廠利用石門水庫作為上池與石門水庫後池堰作為下池進行抽蓄與發電，該電廠預計於2033年完工啟用，屆時將由鄰近的台灣電力公司石門發電廠管理營運。

## 沿革

### 背景
因應政府訂定之再生能源發展政策，於2025年臺灣電力網路中，再生能源佔比將達到20％，其中包含大量的風力發電與太陽光電等間歇性無法調度之能源，為維持電力系統之平衡，除了調整既有的明潭發電廠、大觀發電廠每日抽蓄與放水發電時間外，台灣電力公司於2019年起針對臺灣既有之水庫壩堰進行抽蓄水力發電之評估工作，初期納入石門、寶山、鯉魚潭、仁義潭、蘭潭、曾文、南化，以及牡丹水庫進行抽蓄水力發電可行性評估。
爾後再進一步縮小評估目標至石門-後池堰、鯉魚潭-後池堰及蘭潭-仁義潭等三個計畫進行可行性評估，2020年8月26日的可行性評估期末報告決議優先開發石門右岸抽蓄水力發電計畫，同一時間也重啟臺灣中部大甲溪流域的光明抽蓄水力發電計畫。

### 規劃

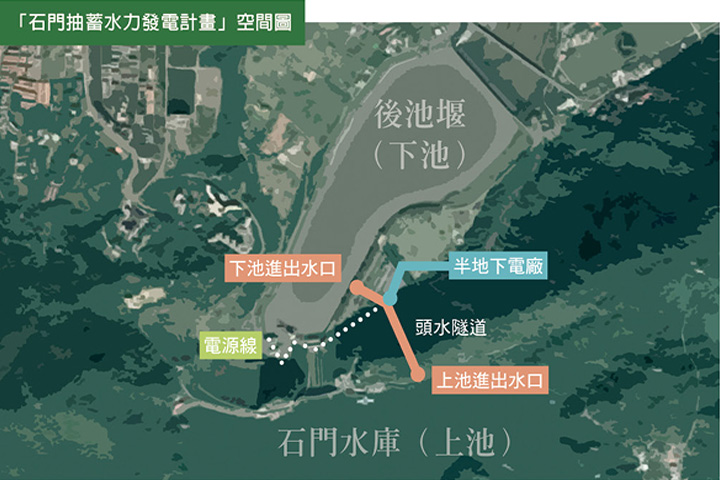
石門右岸抽蓄水力發電計畫 工程布置圖

石門右岸抽蓄水力發電計畫於石門水庫洩洪道右岸新設進水口與引水豎井，並銜接370公尺之壓力鋼管引至下游的抽蓄發電廠，廠房採半地下建築形式，廠內裝設兩部裝置容量各為21.9MW的豎軸可逆式變頻法蘭西斯式水輪發電機，總裝置容量43.8MW，輸出之電力進入地下開關場及地下交流勵磁機室，並引接至鄰近石門發電廠開關場之161kV輸電線供電網調度使用，發電尾水經132公尺之尾水隧道排放後池堰，年發電量預計53.7百萬度，總投資金額預計為新臺幣70.02億元。
石門右岸抽蓄水力發電計畫依行政院環境保護署所定「開發行為應實施環境影響評估細目及範圍認定標準」，其開發行為符合第二十九條第一項第二款規定，因此2022年台電公司啟動環境影響評估工作。
2023年1月4日環保署召開石門右岸抽蓄水力發電計畫之第一次初審會議，會中審查委員針對該案提出裝置容量為何不增加之疑慮，對此台電公司表示受限於下池容量及既有石門發電廠發電尾水調度之問題，若增加發電容量將可能使後池堰蓄滿而需放流大漢溪下游，形同水資源浪費，因此經評估之最適合規模為43.8MW。
初審會中審查委員李錫堤也提出發電廠預定地位於新店斷層帶上，加上1963年葛樂禮颱風過後曾沖刷出10公分厚的裸露「斷層泥」，判斷電廠預定地周邊應也有相同地形，因此要求台電公司需進行地質鑽探，並提出可行性的場址替代方案，希望將電廠移至東北側「南苑公園」，對此台電回復南苑公園是桃園重要景點，將影響當地觀光，須審慎評估。會後決議台電需針對地質調查與附近生態保育等項目補件再審。

## 設施

### 發電機組
| 名稱   | 發電機型號       | 水輪機型號                       | 機組數量 | 發電方式 | 有效落差（公尺） | 單一機組用水量（CMS） | 容量（MW） | 位置                 | 商轉時間       | 狀態   |
| ------ | ---------------- | -------------------------------- | -------- | -------- | ---------------- | --------------------- | ---------- | -------------------- | -------------- | ------ |
| 一號機 | 交流式同步發電機 | 豎軸可逆式變頻法蘭西斯抽水水輪機 | 1        | 抽蓄式   | 101              | 24.6CMS               | 21.9       | 桃園市大溪區石門水庫 | 2033年（預定） | 規劃中 |
| 二號機 | 交流式同步發電機 | 豎軸可逆式變頻法蘭西斯抽水水輪機 | 1        | 抽蓄式   | 101              | 24.6CMS               | 21.9       | 桃園市大溪區石門水庫 | 2033年（預定） | 規劃中 |

### 輸電設施
石門右岸抽蓄發電廠所生產與需抽水之電力經地下開關場出發後以0.9公里之161kV輸電線送至石門發電廠既有開關場，供台電電力系統調度使用，全線採地下電纜方式架設。